# Dragojevac (gmina Vladimirci)
Dragojevac (cyr. Драгојевац) – wieś w Serbii, w okręgu maczwańskim, w gminie Vladimirci. W 2011 roku liczyła 680 mieszkańców.